# Nathan Tella
Nathan Adewale Temitayo Tella (ur. 5 lipca 1999 w Stevenage) – nigeryjski piłkarz angielskiego pochodzenia występujący na pozycji napastnika w niemieckim klubie Bayer Leverkusen oraz w reprezentacji Nigerii. 